# Osmaniye (Provinz)
Osmaniye ist eine Provinz der Türkei. Sie liegt im Norden der Mittelmeerregion und ihre Hauptstadt ist das gleichnamige Osmaniye.

## Geografie
Die Provinz hat 548.556 Einwohner (Stand Jahresende 2020) auf einer Fläche von 3.321 km². Sie grenzt an die Provinzen Hatay, Gaziantep, Adana und Kahramanmaraş.
Zusammen mit sieben anderen Provinzen gehört die Provinz Osmaniye zur Mittelmeerregion (TR6). Der Flächen-Anteil beträgt 3,51 % (Platz 8.), der Bevölkerungs-Anteil 2020 beträgt 4,10 % (Platz 6). Mit einer Bevölkerungsdichte von 165,2 Einw. pro km² belegt sie hinter der Provinz Hatay den zweiten Platz in der Region. Der Durchschnitt hier für die Region beträgt 120,2 Einw. je km²

## Verwaltung
Ein Vorläufer der Provinz war im osmanischen Reich der Sandschak Cebelibereket, dessen Zentrum seit 1908 Osmaniye war. Mit der Gründung der Türkei 1923 wurde Cebelibereket ein Vilâyet (Provinz). Am 1. Juni 1933 wurde die Provinz zu einem Kaza herabgestuft und unter dem Namen Osmaniye der Provinz Adana angeschlossen.
Mit dem Gesetz Nr. 4200 vom 24. Oktober 1996 wurde Osmaniye als Provinz wiederhergestellt. Hierbei wurden von der Provinz Adana die vier Kreise Bahçe, Düzici, Kadirli und Osmaniye abgetrennt. Dies waren 19,85 % der Bevölkerung (384.104 von 1.934.907 Einw.) und 18,68 % der Fläche (3.223 von 17.253 km²) der Provinz Adana. Gleichzeitig wurden die drei neuen Landkreise Hasanbeyli, Sumbas und Toprakkale gebildet. Basis des Zahlenmaterials war die Volkszählung 1990.

## Verwaltungsgliederung
Die Provinz gliedert sich in sieben Landkreise (Bezirke, İlçe), die nach ihren Hauptorten benannt sind:
| Kreis- code 1       | Landkreis           | Fläche 2 (km²) | Bevölkerung (2020) 3 | Bevölkerung (2020) 3       | Anzahl der Einheiten   | Anzahl der Einheiten  | Anzahl der Einheiten | Dichte (Ew./km²) | städt. Anteil (in %) | Sex Ratio 4 | Grün- dungs- da- tum 5, 6 |
| Kreis- code 1       | Landkreis           | Fläche 2 (km²) | Landkreis (İlçe)     | Verwal- tungssitz (Merkez) | Gemein- den (Belediye) | Stadt- viertel (Mah.) | Dörfer (Köy)         | Dichte (Ew./km²) | städt. Anteil (in %) | Sex Ratio 4 | Grün- dungs- da- tum 5, 6 |
| ------------------- | ------------------- | -------------- | -------------------- | -------------------------- | ---------------------- | --------------------- | -------------------- | ---------------- | -------------------- | ----------- | ------------------------- |
| 1165                | Bahçe               | 208            | 22.683               | 15.673                     | 1                      | 11                    | 15                   | 109,1            | 69,10                | 982         |                           |
| 1743                | Düziçi              | 595            | 85.499               | 55.233                     | 5                      | 40                    | 26                   | 143,7            | 80,88                | 990         | 1983                      |
| 2027                | Hasanbeyli          | 168            | 4.780                | 2.541                      | 1                      | 4                     | 6                    | 28,5             | 53,16                | 946         | 1996                      |
| 1423                | Kadirli             | 1.021          | 127.416              | 97.729                     | 1                      | 20                    | 60                   | 124,8            | 76,70                | 1000        |                           |
| 1560                | Osmaniye Merkez     | 859            | 274.420              | 243.490                    | 2                      | 40                    | 37                   | 319,5            | 89,97                | 996         |                           |
| 2028                | Sumbas              | 358            | 13.722               | 2.038                      | 2                      | 5                     | 13                   | 38,3             | 31,45                | 953         | 1996                      |
| 2029                | Toprakkale          | 112            | 20.036               | 11.100                     | 2                      | 12                    | 3                    | 178,9            | 89,41                | 712         | 1996                      |
| 80 PROVINZ Osmaniye | 80 PROVINZ Osmaniye | 3.321          | 548.556              |                            | 14                     | 133                   | 159                  | 165,2            | 82,80                | 982         | 1996                      |

## Bevölkerung

### Ergebnisse der Bevölkerungsfortschreibung
Nachfolgende Tabelle zeigt die jährliche Bevölkerungsentwicklung am Jahresende nach der Fortschreibung durch das 2007 eingeführte adressierbare Einwohnerregister (ADNKS). Außerdem sind die Bevölkerungswachstumsrate und das Geschlechterverhältnis (Sex Ratio d. h. Anzahl der Frauen pro 1000 Männer) aufgeführt.

Der Zensus von 2011 ermittelte hingegen 483.639 Einwohner, das sind etwa 25.000 Einwohner mehr als beim Zensus 2000.

| Jahr  | Bevölkerung am Jahresende | Bevölkerung am Jahresende | Bevölkerung am Jahresende | Wachstums- rate der Be- völkerung (in %) | Geschlechter verhältnis (Frauen auf 1000 Männer) | Rang (unter den 81 Provinzen) |
| Jahr  | gesamt                    | männlich                  | weiblich                  | Wachstums- rate der Be- völkerung (in %) | Geschlechter verhältnis (Frauen auf 1000 Männer) | Rang (unter den 81 Provinzen) |
| ----- | ------------------------- | ------------------------- | ------------------------- | ---------------------------------------- | ------------------------------------------------ | ----------------------------- |
| 2020  | 548.556                   | 276.776                   | 271.780                   | 1,82                                     | 982                                              | 39                            |
| 2019  | 538.759                   | 272.242                   | 266.517                   | 0,81                                     | 979                                              | 40                            |
| 2018  | 534.415                   | 269.875                   | 264.540                   | 1,27                                     | 980                                              | 42                            |
| 2017  | 527.724                   | 266.480                   | 261.244                   | 1,06                                     | 980                                              | 42                            |
| 2016  | 522.175                   | 264.257                   | 257.918                   | 1,81                                     | 976                                              | 41                            |
| 2015  | 512.873                   | 258.959                   | 253.914                   | 1,20                                     | 981                                              | 42                            |
| 2014  | 506.807                   | 255.935                   | 250.872                   | 1,57                                     | 980                                              | 42                            |
| 2013  | 498.981                   | 251.314                   | 247.667                   | 1,39                                     | 985                                              | 42                            |
| 2012  | 492.135                   | 247.957                   | 244.178                   | 1,40                                     | 985                                              | 42                            |
| 2011  | 485.357                   | 244.239                   | 241.118                   | 1,28                                     | 987                                              | 42                            |
| 2010  | 479.221                   | 240.295                   | 238.926                   | 1,57                                     | 994                                              | 42                            |
| 2009  | 471.804                   | 236.751                   | 235.053                   | 1,53                                     | 993                                              | 43                            |
| 2008  | 464.704                   | 232.118                   | 232.586                   | 2,61                                     | 1002                                             | 43                            |
| 2007  | 452.880                   | 225.717                   | 227.163                   | —                                        | 1006                                             | 43                            |
| 20001 | 458.782                   | 231.259                   | 227.523                   |                                          | 984                                              | 44                            |

1 Census 2000

### Bevölkerungszahlen der Landkreise
Die Werte von 2000 basieren auf der Volkszählung, die restlichen (2007–2020) sind Bevölkerungsangaben am Jahresende, ermittelt durch die Fortschreibung im 2007 eingeführten Einwohnerregister (ADNKS)
| Landkreis     | 2000    | 2007    | 2008    | 2009    | 2010    | 2011    | 2012    | 2013    | 2014    | 2015    | 2016    | 2017    | 2018    | 2019    | 2020    |
| ------------- | ------- | ------- | ------- | ------- | ------- | ------- | ------- | ------- | ------- | ------- | ------- | ------- | ------- | ------- | ------- |
| Bahçe         | 26.398  | 21.175  | 21.212  | 20.883  | 20.865  | 20.900  | 20.568  | 21.077  | 21.042  | 21.115  | 21.622  | 21.704  | 22.242  | 22.155  | 22.683  |
| Düziçi        | 83.709  | 75.617  | 76.273  | 77.171  | 77.568  | 77.599  | 78.189  | 79.450  | 80.430  | 80.691  | 81.621  | 82.445  | 83.971  | 84.133  | 85.499  |
| Hasanbeyli    | 7.101   | 5.462   | 5.079   | 4.841   | 4.642   | 4.489   | 4.350   | 4.388   | 4.623   | 4.127   | 4.158   | 4.214   | 5.341   | 4.782   | 4.780   |
| Kadirli       | 102.417 | 111.455 | 113.236 | 114.476 | 115.880 | 116.644 | 117.124 | 118.119 | 119.047 | 119.857 | 122.078 | 123.144 | 124.053 | 125.083 | 127.416 |
| Merkez        | 207.862 | 210.285 | 219.411 | 225.090 | 229.744 | 234.901 | 239.910 | 244.195 | 249.136 | 254.116 | 259.614 | 263.104 | 264.373 | 268.647 | 274.420 |
| Sumbas        | 16.776  | 15.837  | 15.911  | 15.722  | 15.526  | 15.463  | 15.203  | 15.130  | 14.841  | 14.518  | 14.477  | 14.228  | 14.308  | 13.840  | 13.722  |
| Toprakkale    | 14.519  | 13.049  | 13.582  | 13.621  | 14.996  | 15.361  | 16.791  | 16.622  | 17.688  | 18.449  | 18.605  | 18.885  | 20.127  | 20.119  | 20.036  |
| Summe Provinz | 458.782 | 452.880 | 464.704 | 471.804 | 479.221 | 485.357 | 492.135 | 498.981 | 506.807 | 512.873 | 522.175 | 527.724 | 534.415 | 538.759 | 548.556 |

## Persönlichkeiten
- Kürşat Atılgan (* 1956), Politiker und Parlamentsabgeordneter der MHP
- Samet Aybaba (* 1955), Fußballtrainer und ehemaliger Fußballspieler
- Devlet Bahçeli (* 1948), Vorsitzender der MHP
- Volkan Bekiroğlu (* 1977), Fußballspieler
- İbrahim Serhat Canbolat (* 1959), Politologe und Schriftsteller
- Yaşar Kemal (1923–2015), Schriftsteller
- Ümit Besen (* 1956), Sänger